# 赤吉歹
赤吉歹，蒙古帝国将领，《新元史》作赤歹，《亲征录》《史集》作太出（泰出），阿勒赤歹的牧马人。
铁木真获悉王汗要与札木合袭击自己，于是从克烈部的领地返回。停下休息时，赤吉歹 、牙的儿（也迭儿），一路上边走边在青草里放牧马群，忽然看见了后面沿着卯温都儿山前经过红柳林而扬起的尘土，把马群赶了回来，就说道：“敌人来了。”大家张眼望去，都望见了，知道王汗大军追袭而来。铁木真即位为成吉思汗，授赤吉歹管护卫千户。